# Рождественка (Тимский район)
Рождественка — село в Тимском районе Курской области России. Входит в состав Барковского сельсовета.

## География
Село находится в восточной части Курской области, в подзоне широколиственных лесов, в пределах юго-западной части Среднерусской возвышенности, к югу от автотрассы Р298, на расстоянии примерно 14 километров (по прямой) к западу от посёлка городского типа Тим, административного центра района. Абсолютная высота — 204 метра над уровнем моря.
Климат
Климат характеризуется как умеренно континентальный, с тёплым летом и умеренно холодной зимой. Среднегодовая температура — 5,6 °C. Абсолютный минимум температуры воздуха самого холодного месяца (января) составляет −37 °C; абсолютный максимум самого тёплого месяца (июля) — 40 °C. Среднегодовое количество атмосферных осадков составляет 582 мм, из которых 460 мм выпадает в тёплый период года. Снежный покров образуется в конце ноября и держится в течение 130—145 дней в году.
Часовой пояс
Село Рождественка, как и вся Курская область, находится в часовой зоне МСК (московское время). Смещение применяемого времени относительно UTC составляет +3:00.

## Население
| 2002 | 2010 |
| ---- | ---- |
| 331  | ↘200 |

Половой состав
По данным Всероссийской переписи населения 2010 года в половой структуре населения мужчины составляли 44 %, женщины — соответственно 56 %.
Национальный состав
Согласно результатам переписи 2002 года, в национальной структуре населения русские составляли 87 % из 331 чел.